# Bristol Mercury

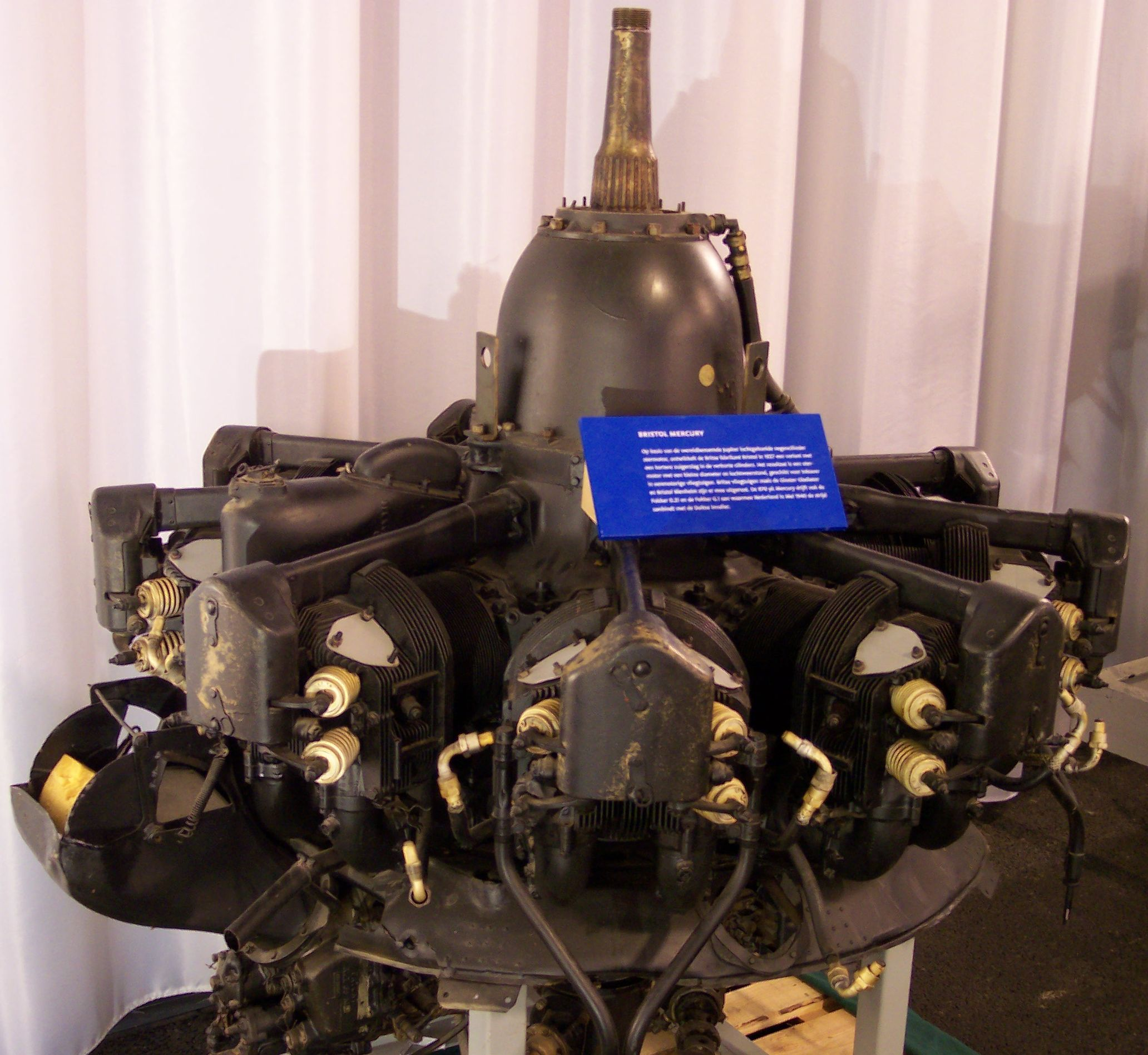
Un Bristol Mercury

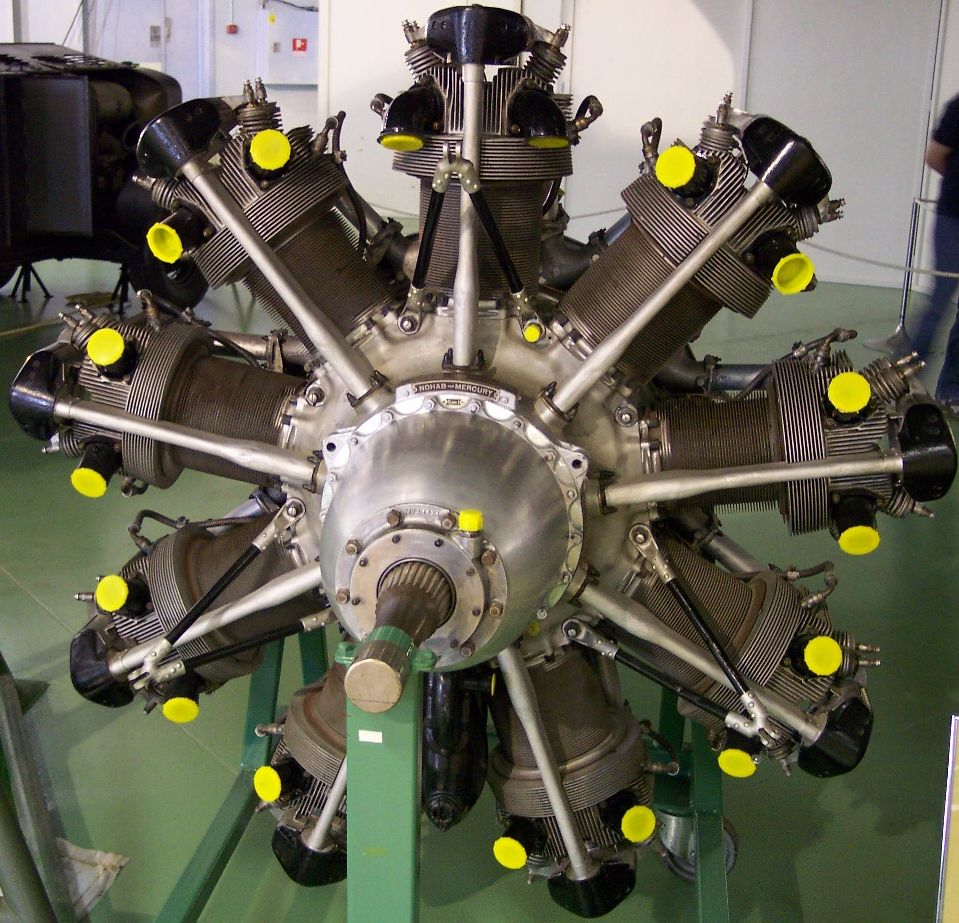
Un NOHAB Mercury, il Mercury prodotto in Svezia su licenza

Il Bristol Mercury era un motore aeronautico radiale a 9 cilindri distribuiti su una singola stella, sviluppato e prodotto dalla britannica Bristol Aeroplane Company nel 1925. La progettazione del Mercury iniziò quando fu evidente che il suo predecessore, lo Jupiter, stava ormai arrivando al limite del proprio sviluppo.
Fuori dall'Inghilterra venne prodotto su licenza dalla industria polacca PZL che lo montò sul suo PZL P.11, dalla svedese NOHAB con il quale equipaggiò alcuni modelli SAAB e dall'italiana Alfa Romeo che lo produsse con la denominazione Alfa Romeo Mercurius.
Inizialmente l'interesse per un motore dello stesso livello di potenza del Jupiter era scarsa, ma il Ministero dell'Aria inglese decise di finanziare lo sviluppo di tre prototipi. Con lo sviluppo dei prototipi divenne chiaro che questo motore avrebbe costituito un altro successo per Roy Fedden, già progettista del Jupiter.
Nel Mercury non vennero progettate ex novo tutte le parti meccaniche ma si riutilizzarono molte delle parti già disponibili del precedente motore. Solo la corsa dei pistoni venne ridotta di 25 mm (1 pollice). Questo permise di aumentare il numero di giri al minuto che il motore poteva raggiungere, ma costrinse i progettisti ad inserire un gruppo di riduzione tra il motore e l'elica. Le prestazioni segnarono un regresso rispetto alle ultime versioni del Bristol Jupiter ma, data l'ampia introduzione dei compressori meccanici nell'industria aeronautica si trovò ragionevole applicarne uno ad un motore, tutto sommato piccolo, per aumentarne le prestazioni.
La ridotta sezione frontale del motore ne consigliava l'uso sui caccia ed infatti venne montato sul Gloster Gauntlet e sul successore Gloster Gladiator, tutti e due biplani.
Venne utilizzato anche sui bombardieri, ai quali era stato destinato il Bristol Pegasus perché più grande del Mercury. Tra questi va ricordato il bimotore Bristol Blenheim.

## Versioni
- Mercury VIII - potenza erogata
  - 730 hp (545 kW) a 2.650 giri/min (al decollo)
  - 840 hp (625 kW) a 2.750 giri/min (massima continua)
- Mercury XV - potenza erogata
  - 840 hp (625 kW) a 2.750 giri/min. alla quota di 14.000 ft (4.270 m) (massima continua con benzina 87 ottani)
  - 995 hp (740 kW) a 2.750 giri/min. alla quota di 9.250 ft (2.820 m) (massima continua con benzina 100 ottani)
- Mercury XX - potenza erogata
  - 870 hp (650 kW) a 2.650 giri/min alla quota di 4.500 ft (1,370 m) (massima)

## Velivoli utilizzatori
Finlandia
- Valmet Vihuri

 Italia
- Breda Ba.27
- IMAM Ro.30

 Paesi Bassi
- Fokker D.XXI
- Fokker G.I

 Polonia
- PZL P.11

 Regno Unito
- Airspeed Cambridge
- Bristol Blenheim
- Gloster Gladiator
- Gloster Gauntlet
- Miles Martinet
- Miles Master
- Supermarine Sea Otter
- Westland Lysander

 Svezia
- Saab 17